# Жмайель, Женевьева
Женевьева Жмайель (араб. جينيفيف الجميّل‎;
23 января 1908, Бикфайя — 18 марта 2003, Бейрут) — ливанская политическая деятельница, жена и соратница основателя фалангистской партии Катаиб Пьера Жмайеля. Мать президентов Ливана Башира и Амина Жмайелей. Была известна также, как художница и поэтесса.

## Происхождение
Родилась в семье ливанских христиан-маронитов. По рождению принадлежала к разветвлённому клану Жмайель, всегда носила эту фамилию.
Ильяс Жмайель, отец Женевьевы, занимался сельскохозяйственным бизнесом в Египте. Альфред Жмайель, брат Женевьевы, был инженером-технологом, запатентовал изобретение во Франции. По его предложению Женевьева Жмайель поступила в лётный клуб Александрии, став первой арабской женщиной-лётчицей.

## Роль в семействе и политике
В 1934 году Женевьева Жмайель вышла замуж за предпринимателя, спортсмена и политика Пьера Жмайеля, своего дальнего родственника. В 1936 году Пьер Жмайель основал правохристианскую фалангистскую партию Катаиб. Жена оставалась его политической соратницей на протяжении всей жизни, в том числе в годы гражданской войны.
Пьер и Женевьева Жмайель имели двух сыновей и четырёх дочерей. Их младшим сыном был Башир Жмайель — харизматичный командир фалангистской милиции и правохристианских Ливанских сил. В 1982 году Башир Жмайель был избран президентом Ливана, но погиб в результате теракта до вступления в должность. Старший сын Амин Жмайель был президентом Ливана в 1982—1988 годах. Дочь Арзе — восточно-католическая монахиня.
По воспоминаниям Амина Жмайеля, мать фактически управляла семейными делами, заменяя в этом шейха Пьера который «всегда отсутствовал». Женевьева Жмайель была публичным политиком Катаиб, но ещё большее значение имело её закулисное влияние на мужа и сыновей.
После гибели Башира (1982) и кончины Пьера (1984) главой клана Жмайелей стал Амин. Однако Женевьева по-прежнему сохраняла серьёзное влияния, участвовала в семейно-политических мероприятиях. Под её воспитательным воздействием находились такие политики Катаиб, как Пьер Амин Жмайель (сын Амина и Джойс, в 2006 убит в результате теракта), Сами Жмайель (сын Амина и Джойс, с 2015 председатель Катаиб), Надим Жмайель (сын Башира и Соланж, с 2009 депутат парламента Ливана).

## Кончина и память
Скончалась Женевьева Жмайель в возрасте 95 лет. Похоронена на родовом кладбище Жмайелей в Бикфайе.

Как жена и мать, Женевьева Жмайель поддерживала людей, которые формировали современную историю Ливана… Мария Шахтура написала книгу о её жизни: «Жена лидера, мать двух президентов, мать и бабушка трёх мучеников — это Женевьева Жмайель».

Женевьева Жмайель была известна не только как политик, но и как художница, автор гравюр, писала также стихи.